# Мирний (Кулундинський район)
Ми́рний (рос. Мирный) — селище у складі Кулундинського району Алтайського краю, Росія. Входить до складу Курської сільської ради.

## Населення
Населення — 16 осіб (2010; 42 у 2002).
Національний склад (станом на 2002 рік):
- росіяни — 93 %